# Shake It Up (Boney James e Rick Braun)
Shake It Up è il settimo album in studio del sassofonista statunitense Boney James e del trombettista statunitense Rick Braun, pubblicato il 30 maggio 2000 dalla Warner Records.

## Tracce
1. R.S.V.P. – 4:43 (Rick Braun, Paul Brown, Jim Oppenheim, David Woods)
2. Grazin' in the Grass – 5:08 (Harry Elston, Philemon Hou)
3. More Than You Know – 4:32 (Rock Braun, Paul Brown, Jim Oppenheim, Darrell Smith)
4. Shake It Up – 4:03 (Rock Braun, Paul Brown, Jim Oppenheim, Carl Burnett)
5. Central Ave. – 4:09 (Paul Brown)
6. Love's Like That (feat. Fourplay) – 4:28 (Rock Braun, Paul Brown, Jim Oppenheim)
7. Song for My Father – 5:58 (Horace Silver)
8. Chain Reaction – 5:05 (Rock Braun, Paul Brown, Jim Oppenheim, Michael Egizi, Joe Sample)
9. The Stars Above – 5:09 (Jim Oppenheim, Phil Davis)
10. Grazin' in the Grass (Vocal Version) – 4:21 (Harry Elston, Philemon Hou)

Edizione Words + Music EP
1. Segment One (Grazin' in the Grass • Shake It Up • More Than You Know) – 13:43
2. Segment Two (Central Avenue • Song for My Father • Grazin' in the Grass (Can You Dig It? Vocal)) – 13:50

## Classifiche
| Classifica (2000) | Posizione massima |
| ----------------- | ----------------- |
| Stati Uniti       | 78                |